# Stefan Styczyński

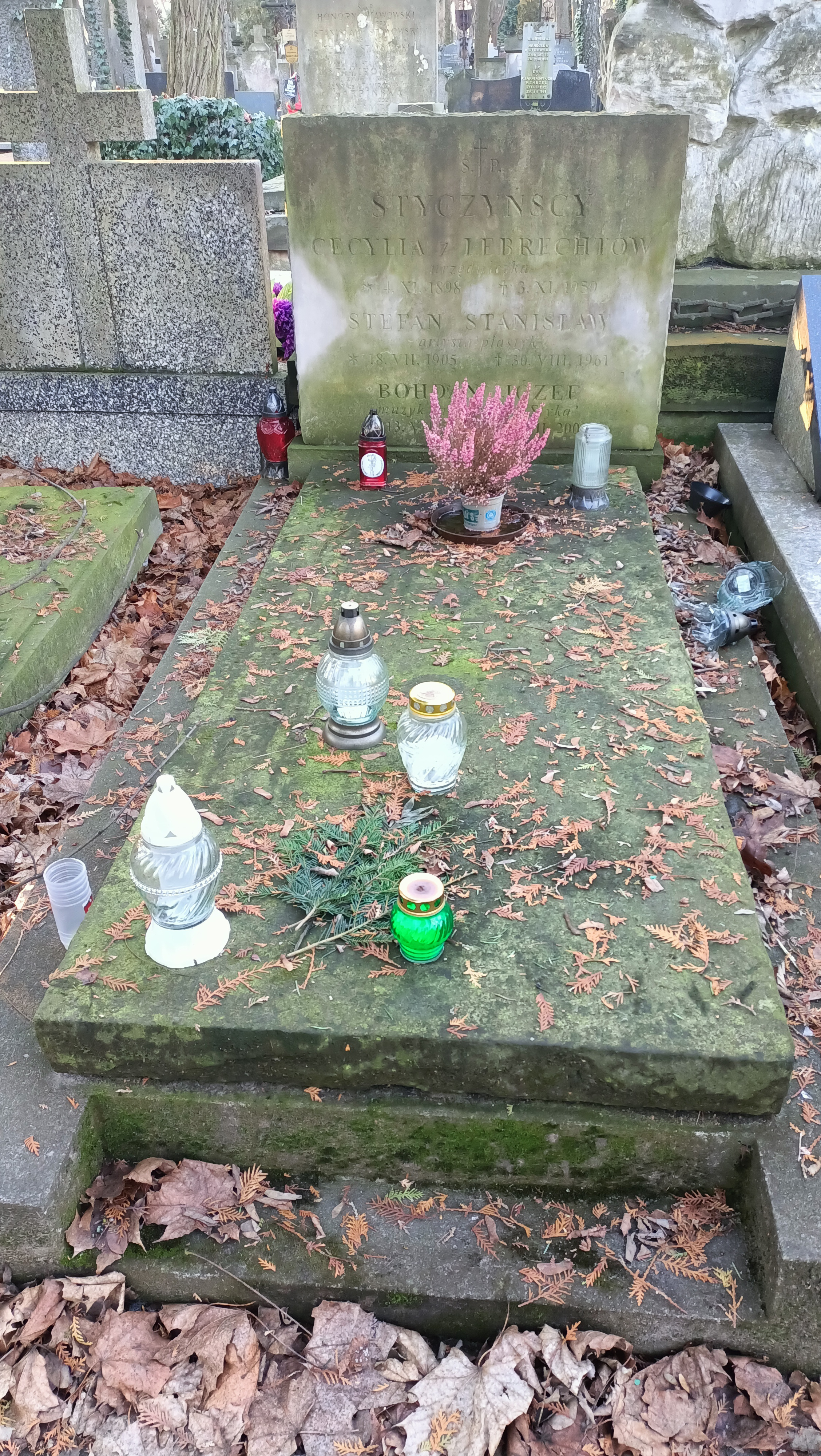
Grób Stefana Styczyńskiego na Cmentarzu Powązkowskim

Stefan Stanisław Styczyński (ur. 30 sierpnia 1905 w Łodzi, zm. 18 lipca 1960 w Warszawie) – polski malarz, grafik, konserwator zabytków.

## Życiorys
Ukończył szkołę powszechną i w gimnazjum w Łodzi. Należał do XV Łódzkiej Drużyny Harcerzy im. Andrzeja Małkowskiego od początku jej istnienia, w latach 1923–1924 będąc jej drużynowym. W latach 1925–1926 odbył służbę wojskową. Następnie studiował na Akademii Sztuk Pięknych w Warszawie (1927–1932), jednocześnie do wybuchu II wojny światowej współpracując jako ilustrator z czasopismami dla dzieci, takimi jak: „Płomyk”, „Płomyczek” i „Słonko”. Uprawiał również grafikę, malarstwo oraz zajmował się konserwacją obrazów.
Podczas II wojny światowej współpracował z prasą podziemną. Pod koniec wojny przebywał na Kielecczyźnie, gdzie od 1944 m.in. w powiecie pińczowskim przeprowadzał konserwacje obrazów w kościołach. Po ogłoszeniu dekretu o reformie rolnej, zajmował się, początkowo samodzielnie, następnie od marca 1945 będąc referentem do spraw kultury Starostwa Powiatowego w Pińczowie, zabezpieczaniem podworskich dóbr kultury w majątkach ziemskich, m.in. w: Chrobrzu, Górze, Morsku, Podolanach, Motkowicach i Rzeszówku, i Gnojnie. Prawdopodobnie także w Sancygniowie i Kazimierzy Wielkiej. Dzięki jego zaangażowaniu udało się zabezpieczyć znaczne zespoły zabytkowe i zbiory biblioteczne, przeniesione do Muzeum Świętokrzyskiego w Kielcach, gdzie został członkiem Rady Naukowej. Konserwował również obrazy przejęte przez muzeum. Wykonał również spisy zabytków powiatów pińczowskiego i jędrzejowskiego oraz malował obrazy do kościołów w Chrobrzu i Kijach.
Od 1946 był delegatem Naczelnej Dyrekcji Muzeów i Ochrony Zabytków Ministerstwa Kultury i Sztuki ds. zabezpieczenia zabytków ruchomych w województwie wrocławskim. Początkowo pełnił stanowisko zastępcy kierującego zabezpieczaniem i rewindykacją, Witolda Kieszkowskiego. Zajmował się m.in. ewakuacją zabytków zgromadzonych przez Niemców, dla ochrony przed działaniami wojennymi, w lutym 1946 ewakuował tego typu składnice z Henrykowa i Kamieńca. W okresie od kwietnia 1949 do maja 1949 kierował samodzielnie pracami w województwie wrocławskim. Jednocześnie realizował ilustracje do książek. Powróciwszy do Warszawy współpracował z: Wydawnictwem „Nasza Księgarnia”, Wydawnictwem Iskry, Państwowym Instytutem Wydawniczym, Ludową Spółdzielnią Wydawniczą i Prasą Wojskową.

### Życie prywatne
Był synem ślusarza, Antoniego Styczyńskiego i Franciszki z domu Wiśniewskiej. Został pochowany na starym cmentarzu Powązkowskim (kwatera: 248, rząd: 3, grób 4).

## Odznaczenia
- Złoty Krzyż Zasługi (1947)[1]

## Zilustrowane książki
- Jan Drda, „Miasteczko na dłoni” (Warszawa 1948),
- Teodor Goździkiewicz, „Fryckowe czasy. Legenda” (Warszawa 1949, 1950),
- Czesław Janczarski, „Kuba czy Grześ” (Warszawa 1949),
- Jadwiga Korczakowska, „Narodziny statku” (Warszawa 1951),
- Alfred Liebfeld „Opowiadania młodych hutników” (Warszawa 1951),
- Péter Veres, „Trzy pokolenia. Jarzmo” (Warszawa 1952) – projekt okładki,
- Edmund Osmańczyk, „Nowa księga dżungli” (Warszawa 1953),
- Stefania Sempołowska, „Na ratunek” (Warszawa 1953),
- Michał Sumiński „Przez siedem jezior” (Warszawa 1954),
- Hanna Ożogowska, „Na Karolewskiej” (Warszawa 1956).